# روبرت روث
روبرت روث (بالإنجليزية: Robert Roth)‏ هو ملحن أمريكي، ولد في 1966.

## وصلات خارجية
- روبرت روث على موقع ميوزك برينز (الإنجليزية)
- روبرت روث على موقع ديسكوغز (الإنجليزية)